# Blackburn
Blackburn je mesto, ki leži v Lancashiru (Anglija). Med industrijsko revolucijo je bilo glavno mesto tekstilne industrije.
Mesto ima ok. 105.000 prebivalcev.